# Coelotes hengshanensis
Coelotes hengshanensis är en spindelart som beskrevs av Yinquiu Tang och Yin 2003. Coelotes hengshanensis ingår i släktet Coelotes och familjen mörkerspindlar. Inga underarter finns listade i Catalogue of Life.